# Maria Benedita Borman
Maria Benedita Câmara de Borman (eller Bormann) (25. november 1853 i Porto Alegre - 23. juli 1895 i Rio de Janeiro; Pseudonym: Délia) var en brasiliansk forfatter og journalist.
Bormann opvoksede i en velhavende og fik mulighed for at lære fransk og engelsk samt beskæftige sig med tidens litteratur. Hun malede, spillede klaver og sang. I 1872 giftede hun sig med sin onkel, José Bernardino Bormann, der var krigsveteran. 
Hun skrev kronikker og føljetoner for O Sorriso og O Cruzeiro, to tidsskrifter fra Rio de Janeiro. Hun var kendt for sin ironiske skrivemåde.

## Udgivelser
- Aurélia. Novelle, 1883.
- Uma Vítima., 1884.
- Lésbia. Novelle, 1890. ISBN 85-86501-06-9
- Celeste. Novelle, 1893. ISBN 85-252-0034-4
- Angelina. Novelle, 1894.